# Whitney Eugene Thayer
Whitney Eugene Thayer (Mendon, 11 dicembre 1838 – Burlington, 27 giugno 1889) è stato un organista e compositore statunitense.

## Biografia
Thayer diede il suo primo concerto subito dopo l'installazione del nuovo organo al Boston Music Hall nel 1863. Fu uno dei primi allievi di John Knowles Paine, avanzò per studiare organo e contrappunto a Berlino con Carl August Haupt (che insegnò anche Paine). Dopo il ritorno da Berlino, lavorò a Boston e poi a New York come organista. Era anche un virtuoso itinerante, insegnante di organi e scrittore di musica.
Oltre a una cantata festosa e una messa, compose numerose opere per organo, canzoni d'arte e quartetti vocali.